# Sudamerlycaste rossyi
Sudamerlycaste rossyi là một loài thực vật có hoa trong họ Lan. Loài này được (Hoehne) Archila mô tả khoa học đầu tiên năm 2003.

## Hình ảnh

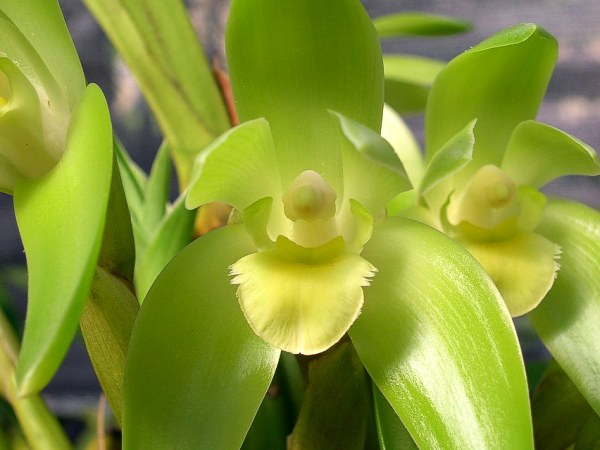